# Mihail Kogălniceanu (Ialomița)
Mihail Kogălniceanu é uma comuna romena localizada no distrito de Ialomiţa, na região de Muntênia. A comuna possui uma área de 86.27 km² e sua população era de 3263 habitantes segundo o censo de 2007.